# 羅恩·詹森 (美國政治人物)
羅納德·哈羅德·「羅恩」·詹森（英語：Ronald Harold "Ron" Johnson；1955年4月8日—），是一位美國共和黨政治人物，自2011年成為威斯康辛州聯邦參議院議員，現時他也是參議院國土安全委員會的主席。在當選為聯邦參議院議員之前，他是PACUR有限公司——一間聚酯和塑料製造商的行政總裁。
2020年10月2日，詹森进行其冠状病毒检测，检测结果呈阳性，确诊感染2019冠状病毒病。

## 延伸閱讀
- Background and collected news at The Washington Post
- 美國國會國家人物傳記大辭典中的傳記
- 由華盛頓郵報維護的投票記錄
- 智慧投票计划中的傳記、投票紀錄及利益集團評級
- Congressional profile at GovTrack
- Congressional profile at OpenCongress
- Issue positions and quotes at On the Issues
- Financial information at OpenSecrets.org
- Staff salaries, trips and personal finance at LegiStorm.com
- 聯邦選舉委員會中的競選財務報告和數據
- Appearances on C-SPAN programs
- 網路電影資料庫上的亮相頁面
- Collected news and commentary at The New York Times
- Profile at Ballotpedia

## 外部連結
- 羅恩·詹森 （页面存档备份，存于）參議院官方網站
- 羅恩·詹森參議員競選網站 （页面存档备份，存于）
- C-SPAN內的頁面（英文）
- Curwood公司 （页面存档备份，存于）企業網站
- Bemis公司 （页面存档备份，存于）企業網站
- 中的“Ron Johnson”

| 政党职务                 | 政党职务                                                            | 政党职务             |
| ------------------------ | ------------------------------------------------------------------- | -------------------- |
| 前任者： 蒂姆·米歇爾斯   | 美國參議員威斯康辛州共和黨被提名人 （第3類） 2010年、2016年、2022年 | 最新的               |
| 美国参议院               |                                                                     |                      |
| 前任者： 拉斯·費恩戈爾德 | 威斯康辛州第3類參議員 2011年－ 與赫伯·科尔、塔米·鮑德溫同時在任     | 現任                 |
| 前任者： 湯姆·卡波       | 参议院国土安全和政府事务委员会主席 2015–2021                        | 繼任者： 加里·彼得斯 |
| 美國排位名單             |                                                                     |                      |
| 前任者： 馬可·魯比歐     | 美國參議員資歷 第39位                                               | 繼任者： 兰德·保罗   |